# Eta-Invariante
Die Eta-Invariante (auch Atiyah-Patodi-Singer-Invariante) ist im mathematischen Teilgebiet der Differentialtopologie eine Invariante (jedoch keine topologische Invariante) eines selbstadjungierten elliptischen Differentialoperators auf einer kompakten Mannigfaltigkeit. Vereinfacht kann diese als Anzahl der positiven minus Anzahl der negativen Eigenwerte erklärt werden, jedoch sind beide Anzahlen häufig unendlich und machen eine Zetafunktions-Regularisierung notwendig. Die Eta-Invariante wurde von Michael Atiyah, Vijay Patodi und Isadore Singer bei der Erweiterung des Hirzebruchschen Signatursatzes auf Mannigfaltigkeiten mit Rand in zwei Papern aus den Jahren 1973 und 1975 eingeführt. Die Benennung stammt von ihrer Verallgemeinerung der Dirichletschen Etafunktion.
Michael Atiyah, Harold Donnelly und Isadore Singer definierten im Jahr 1983 den Signaturdefekt des Randes einer Mannigfaltigkeit als ihre Eta-Invariante und zeigten, dass sich der Hirzebruchsche Signaturdefekt einer Cusp-Singularität einer Hilbertschen Modulfläche durch die Auswertung einer Shimizuschen L-Funktion bei {\displaystyle s=0} oder {\displaystyle s=1} ausdrücken lässt.

## Definition
Für einen selbstadjungierten Operator {\displaystyle D} (meist wird ein Dirac-Operator auf einer Spin-Mannigfaltigkeit betrachtet) ist die Summe:
{\displaystyle \eta _{D}(s)=\sum _{\lambda \neq 0}{\frac {\operatorname {sgn}(\lambda )}{|\lambda |^{s}}}}
über alle nicht verschwindenden Eigenwerte {\displaystyle \lambda } (welche aufgrund der Selbstadjungiertheit alle reell sein müssen) an den Stellen mit Konvergenz und andernfalls durch deren analytische Fortsetzung definierte Eta-Funktion. Die Auswertung {\displaystyle \eta _{D}(0)} ist die Eta-Invariante.